# Pterocephalus spathulatus
Pterocephalus spathulatus är en tvåhjärtbladig växtart som först beskrevs av Mariano Lagasca y Segura, och fick sitt nu gällande namn av Coulter. Pterocephalus spathulatus ingår i släktet Pterocephalus och familjen Dipsacaceae. Inga underarter finns listade i Catalogue of Life.